# Никола Голев
Никола Голев е български социалист от Македония.

## Биография
Роден е в Банско, тогава в Османската империя. Принадлежи към големия бански род Герман (Голеви). Учи в Солунската българска мъжка гимназия. Работи като учител в Банско, където заедно с учителите Владимир Поптомов, Невена Измирлиева и шивашкия работник Коле Ковачев в 1910 година формира социалистическа група. След освобождението на Разлога в 1914 година той и друг учител от Банско, Илия Тошев, първи стават членове на Българската работническа социалдемократическа партия (тесни социалисти).